# Marija Liwyzka

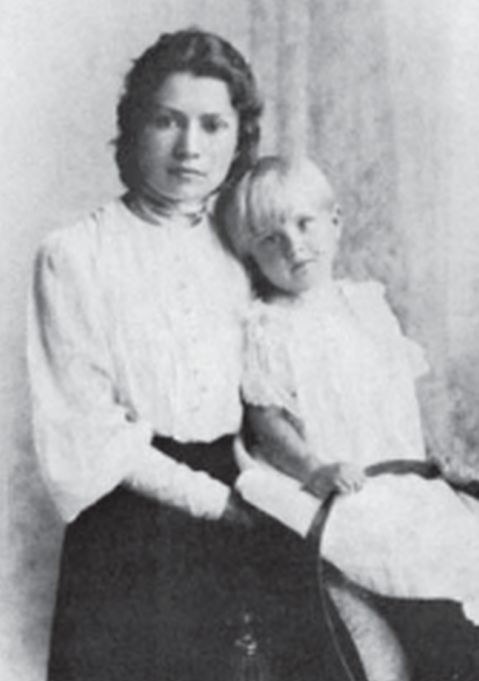
Marija Liwyzka mit ihrer Tochter Natalja, 1905

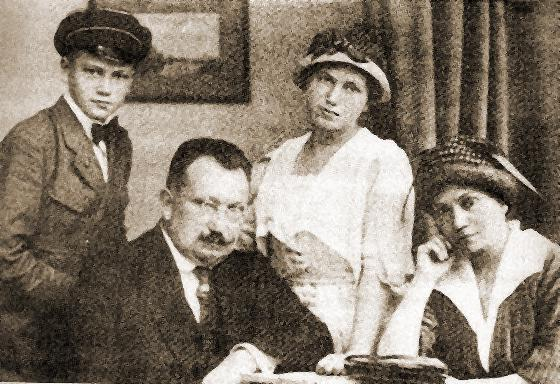
Marija Liwyzka mit Familie 1920: links Sohn Mykola Liwyzkyj, daneben Ehemann Andrij Liwyzkyj, rechts Tochter Natalja

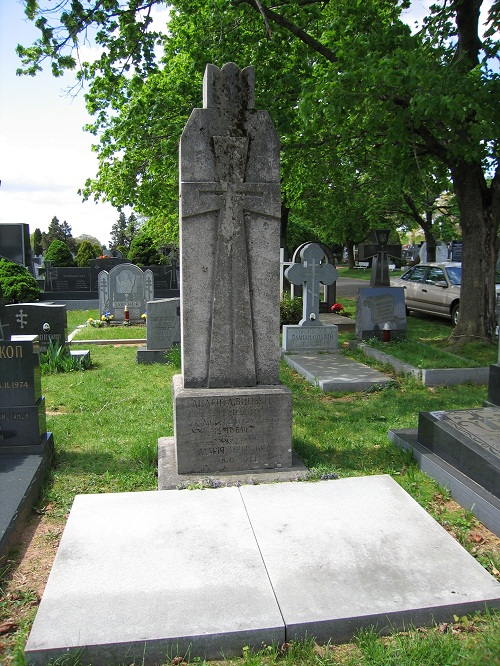
Grab von Marija Liwyzka und Andrij Liwyzkyj auf dem St.-Andrew-Friedhof

Marija Warfolomijiwna Liwyzka (ukrainisch Марія Варфоломіївна Лівицька, geborene Tkatschenko (Ткаченко); * 28. Märzjul. / 9. April 1879greg. in Berdytschiw, Gouvernement Kiew, Russisches Kaiserreich; † 16. August 1971 in Yonkers, New York, Vereinigte Staaten) war eine ukrainische Memoirenschreiberin und Aktivistin in der ukrainischen Frauenbewegung. Sie war die Ehefrau des letzten Ministerpräsidenten der Ukrainischen Volksrepublik Andrij Liwyzkyj.

## Leben
Marija Liwyzka kam 1879 in der damals zum Russischen Reich gehörigen Stadt Berdytschiw im Süden der heutigen ukrainischen Oblast Schytomyr zur Welt.
Sie absolvierte 1897 das Frauengymnasium in Kiew und arbeitete dort in den Jahren 1898/99 als Privatlehrerin.
Während ihrer Kiewer Zeit war sie in der Frauen-Hromada aktiv und wurde Mitglied der Revolutionären Ukrainischen Partei und deren Nachfolgepartei, der Ukrainischen Sozialdemokratischen Arbeiterpartei. Sie beteiligte sich an revolutionären Aktivitäten in Lubny und wurde 1909 im Prozess gegen die sogenannte Lubny-Republik angeklagt. 1917 war sie im politischen Leben der Region Poltawa aktiv und im November 1920 wanderte sie nach Polen aus, wo sie zwischen 1927 und 1939 in Warschau als Präsidentin der Union der ukrainischen Emigrantinnen in Polen tätig war.
Zum Ende des Zweiten Weltkriegs zog sie nach Deutschland und lebte in Karlsruhe und Ettlingen. 1957 emigrierte sie in die Vereinigten Staaten. Dort schrieb sie ihre 1972 in New York publizierten Memoiren Na hrani dvokh epokh (deutsch: Am Rande zweier Epochen), in denen sie ihre familiären Bindungen und die Ereignisse vor 1920 ausführlich beschrieb.
Liwyzka starb 91-jährig in Yonkers, einer nördlich an New York angrenzenden Stadt, und wurde neben ihrem Mann auf dem St.-Andrew-Friedhof in South Bound Brook bestattet.

## Familie
Marija Liwyzka geb. Tkatschenko heiratete Andrij Liwyzkyj am 15. Juli 1900 in der Kirche des Dorfes Wolodijiwzi in der heutigen Oblast Winnyzja.
Gemeinsam hatten sie zwei Kinder: Ihre Tochter, die spätere Dichterin Natalja Liwyzka-Cholodna, kam 1902 in Helmjasiw und ihr Sohn, der spätere Exilpolitiker Mykola, kam 1907 in Schmerynka zur Welt.